# Попович, Миладин (Народный герой Югославии)
Миладин Попович (серб. Миладин Поповић; 23 мая 1910, Лопате — 13 марта 1945, Приштина) — югославский черногорский революционер, участник Народно-освободительной войны Югославии, Народный герой Югославии. В годы войны секретарь Косовско-Метохийского регионального комитета Коммунистической партии Югославии.

## Биография

### Ранние годы
Родился 23 мая 1910 в деревне Лопате близ Лиеви-Риеки. Детство провёл в Пече. Учился в школах Печа, Призрена и Приштины, однако несколько раз исключался за поддержку революционного молодёжного движения. С 1933 года, будучи студентом юридического факультета Белградского университета, участвует в студенческой политической деятельности. В Союз коммунистической молодёжи Югославии он вошёл в 1933 году, а через год стал членом Коммунистической партии Югославии. В конце 1934 года устроился на работу в техническую комиссию Сербского отделения Союза коммунистической молодёжи Югославии, а затем и в аналогичную комиссию Сербского отделения КПЮ.

### В Косово и Метохии
В середине 1930-х годов Миладин стал одним из известнейших организаторов революционного и антифашистского движения в Косово и Метохии. Он занимался формированием партийных организаций, привлечением добровольцев в Народный фронт, организацией забастовков шахтёров. В июле 1936 года в Пече по инициативе Поповича прокатилась волна протестов против правительства Милана Стоядиновича. Несколько раз Попович арестовывался полицией с 1936 по 1937 годы. Летом 1937 года Миладин провёл Областную конференцию, на которой он занял должность секретаря ЦК Косовско-Метохийского облкома Коммунистической партии.

### Болезнь и два ареста
В 1937 году он попытался тайно бежать в Испанию для помощи республиканцам в гражданской войне, однако в Будве был арестован и отправлен в Белградскую главную тюрьму, где подвергся пыткам. В изоляторе на острове Ада Циганлии он заразился туберкулёзом, однако после семи месяцев тюремного заключения был освобождён и отправлен лечиться в санаторий в Голнике до 1939 года. По возвращении из санатория он занял должность политического комиссара в Косовско-Метохийском облкоме КПЮ. В августе 1940 года он вошёл в состав комитетов Черногории, Боки, Санджака, Косово и Метохии. 11 мая 1940 года он организовал антифашистскую демонстрацию в Пече, после чего опять угодил в белградскую тюрьму и там снова стал жертвой пыток. Обострение болезни вынудило полицию снова отпустить Поповича из тюрьмы. На V Съезде КПЮ в октябре 1940 года в Загребе Миладин присутствовал как делегат от Косова и Метохии.

### В годы войны
Войну Попович встретил в Витомирице, скрываясь от полиции после мартовских протестов. В Косово и Метохии он начал организацию антифашистского подполья под лозунгами братства и единства албанцев, сербов и черногорцев, живших в Косово и Метохии. В конце мая 1941 года он выбрался в Белград для встречи с лидерами партии и составления планов вооружённой борьбы. По пути из Косовской-Митровицы в Черногории он был в июле 1941 года арестован в Рашке и отправлен в Печ, где был подвергнут допросам и пыткам. Позднее его интернировали в Печин (Албания), однако при помощи албанских коммунистов бежал из тюрьмы.
С октября 1941 года Миладин работал в Албании как делегат Компартии Югославии, оказывая помощь албанцам в борьбе с итальянцами и немцами. По его инициативе были сформированы Народно-освободительный совет Албании, Генеральный штаб Народно-освободительной армии Албании, Антифашистское вече Албании и Национальный комитет. В сентябре 1944 года по просьбе КПЮ он отправился в Вис, откуда вернулся в должности политического секретаря Областного комитета Косово и Метохии. Уже после освобождения Косово и Метохии югославами он продолжил работу на должности секретаря, продолжая следовать заветам братства и единства, предлагаемым КПЮ.
13 марта 1945 Миладин Попович был убит членами албанской националистической организации Балли Комбетар.
При жизни он был награждён Орденом братства и единства I степени указом АВНОЮ от 25 сентября 1944. Посмертно ему присвоили звание Народного героя Югославии 12 марта 1946.